# Karel Kouba (architekt)
Karel Kouba (* 15. září 1929, Praha - 29. února 1996, Praha) byl český architekt a malíř.

## Život
V letech 1951-1955 vystudoval architekturu na Akademii výtvarných umění v Praze v ateliéru Jaroslava Fragnera. Jako student 2. ročníku obdržel cenu Nadace Jana Kotěry za architektonické řešení zástavby v Domažlicích. Byl na studijním pobytu u prof. W. Becka v Berlíně.
Od roku 1956 do roku 1971 byl vedoucím architektem v Krajském projektovém ústavu v Praze. Spolupracoval s řadou umělců nekonformní výtvarné scény v 60. letech a od roku 1961 byl členem Tvůrčí skupiny Etapa a roku 1962 zakládajícím členem klubu Paleta vlasti. Počátkem normalizace už nemohl realizovat své architektonické návrhy a roku 1974 odešel ze zaměstnání, živil se jako architekt výstav a věnoval se volné tvorbě. Roku 1988 se stal členem skupiny Zaostalí. K profesi architekta se vrátil až po roce 1989.

## Dílo
Po absolvování studia se zabýval územním plánem Jindřichova Hradce (1955) a Štětí (1956). Zúčastnil se architektonických soutěží na Divadlo opery a baletu v Budapešti, obytný dům v Los Angeles, budovu Československého velvyslanectví v Brazílii. V 60. letech přizval ke spolupráci malíře Čestmíra Janoška (Aero Vodochody, Odolena Voda) a Zdeňka Berana (Plavecký bazén Sokolov). Po roce 1989 projektoval objekt Vestec nebo čestný dvůr zámku Krásný Dvůr.

### Známá díla
- 1959 Experimentální byty v Praze-Modřanech
- 1963 Památník obětem tragédie ve Velkém Meziříčí
- 1964-1968 Obytný celek a svobodárna Aero Vodochody, Odolena Voda
- 1968-1971 Krytý bazén v Sokolově[2]
- 1968-1971 Přestavba středu Lovosic
- 1972 Pamětní desky památníku Terezín (spolupráce H. Demartini, Z. Ziegler)
- 1988 expozice skupiny Zaostalí, Forum ´88
- 1993-1994 Parkhotel Sokolov[3]
- 1995 Objekt VESTEC
- 1995 Čestný dvůr zámku Krásný dvůr

### Výstavy (výběr)
- 1961 Tvůrčí skupina Etapa, Galerie Václava Špály, Praha
- 1983 Prostor, architektura, výtvarné umění, Výstaviště Černá Louka, Ostrava (neuskutečněná výstava 11.-23. 10.[4], existuje katalog)
- 1988 Forum ´88, Pražská tržnice (architekt výstavy Zaostalých)
- 1990 Dialog ´90, Mánes, Praha
- 1990 Zaostalí, Lidový dům, Praha (nerealizováno)
- 2007 Zaostalí, Městská knihovna Praha, Praha
- 2013 Výstava členů Palety vlasti, Nový zámek Kostelec nad Orlicí - Galerie Kinský, Kostelec nad Orlicí